# Keit Pentus-Rosimannus
Keit Pentus-Rosimannus (Tallinn, 3 marzo 1976) è una politica estone, membro del Partito Riformatore Estone, ex ministro delle Finanze dell'Estonia, già ministro dell'Ambiente durante i governi Ansip III e Rõivas I e ministro degli Affari esteri durante il governo Rõivas II.

## Biografia
Diplomata in pianoforte, la Pentus studiò pubblica amministrazione all'Università di Tallinn e successivamente si iscrisse alla facoltà di scienze politiche dell'Università di Tartu, ma non completò gli studi.
Alla fine degli anni novanta aderì al Partito Riformatore Estone e negli anni seguenti collaborò con il Ministero della Giustizia, il Ministero degli Affari Sociali e il Ministero degli Esteri. Nel 2003 divenne governatrice del distretto di Kesklinn e mantenne l'incarico fino al 2005, quando accettò un incarico come assistente del primo ministro Andrus Ansip.
Nel 2007 venne eletta deputata al Riigikogu e nel 2011 Ansip la volle all'interno del suo terzo governo come ministro dell'Ambiente. Dopo le dimissioni di Ansip, la Pentus venne riconfermata ministro dal suo successore Taavi Rõivas.
Il 17 novembre 2014, a seguito di un rimpasto di governo, le viene affidato il ministero degli Affari esteri; incarico in cui è riconfermata anche dopo le elezioni parlamentari del 2015 in seno al governo Rõivas II, fino al 1º luglio 2015 quando Pentus-Rosimannus rassegnò le dimissioni in seguito alla decisione del tribunale di Tallinn che la rendeva parzialmente responsabile per i debiti accumulati dalla società in bancarotta di suo padre Autorollo.
Nel gennaio 2021 tornò a rivestire il ruolo di ministro quando la premier Kaja Kallas la nominò ministro delle Finanze nel suo esecutivo.
Pentus-Rosimannus è stata nominata membro della Corte dei Conti europea.

## Vita privata
Coniugata con il sociologo Rain Rosimannus, dopo il matrimonio ha aggiunto il cognome del marito al proprio, divenendo Keit Pentus-Rosimannus. Suo fratello Sten Pentus è un noto pilota automobilistico.